# Рамуш Харадинай
Рамуш Харадинай (на албански: Ramush Haradinaj) е косовски политик, министър-председател на Косово от 9 септември 2017 г.  до 19 юли 2019 г.

## Биография
Роден е през 1968 година в село Глоджане, близо до град Дечани. През 1989 година емигрира в Швейцария, по-късно се записва във Френския чуждестранен легион.

## Ранни години
През 1996 година преминава подготовка във военен лагер в Албания. Участва в създаването на военни лагери на територията на Албания, в района на градовете Тропоя и Кукъс, откъдето военни формирования осъществяват нападения в съседно Косово.
От края на 90-те години на 20 век е началник-щаб на Армията за освобождение на Косово (АОК). На 8 март 2005 г. Международният наказателен трибунал за бивша Югославия повдига на Харадинай обвинения, съгласно които Рамуш Харадинай през 1998 ръководи операции по насилствено изселване на сърби и цигани, а също така в разправа със сръбски и други неалбански цивилни, както и албанци, които АОК е смятала за нелоялни или отказвали да сътрудничат на АОК, в околностите на Косово и Дечани през 1998 година.
Веднага след предявените му обвинения от трибунала Рамуш Харадинай доброволно се предава на международното правосъдие, подавайки оставка от поста премиер на Косово. След 3 месеца е освободен до началото на делото в родното си село Глоджане, където по време на войната в Косово се намира щабът АОК. На 26 февруари 2007 година Харадинай се връща в Хага и застава пред съда.
На 31 януари 2013 година община Тетово го обявява за почетен гражданин на Тетово за „насърчаване на човешките права“.
Женен е за репортерката в „Радио-телевизия Косово“ Анита Харадинай, двамата имат две деца, момче и момиче.